# Ichiro Abe
Ichiro Abe (安部一郎 Abe Ichirō) (født 12. november 1922 - død 27. februar 2022) var en japansk judoka. Han var leder af forfremmelsespanelet i Kodokan, og er tidligere international formand for All Nippon Judo Federation. Han er en af de blot tre levende mennesker med tiende dan, registreret af Kodokan (og en af de blot 15 der nogensinde har opnået rangen), og han blev forfremmet i den ottende januar i 2006 sammen med Toshiro Daigo og Yoshimi Osawa.

## Biografi
Abe blev født i 1922 og uddannet ved Tsukuba Universitetet. Han blev af Kodokan sendt til Frankrig i 1951 og Belgien i 1953 som underviser og træner i judo. Han var leder af Kodokan International fra 1969 til 1997, og direktør for Kodokan Rådet fra 1997 til 2004.